# Aston Villa Women Football Club
Maillots
Actualités
Dernière mise à jour : 16 décembre 2024.
Aston Villa WFC est une équipe anglaise de football féminin affiliée à Aston Villa. Elle évolue actuellement en Women's Super League.

## Histoire
Le club est fondé en 1973 sous le nom de Solihull FC. Il devient la section féminine d'Aston Villa en 1996.
Après deux saisons dans l'élite, en 1999-2000 et 2003-2004, qui se soldent par une relégation immédiate, le club attend la saison 2020-2021 pour retrouver la première division. 
L'année 2020 est un tournant pour le club, qui décide d'investir plus et recrute des internationales expérimentées comme Lisa Weiß, Chloe Arthur, Anita Asante, puis Mana Iwabuchi.

## Rivalités
Le 4 novembre 2020, Aston Villa joue son premier derby Second City derby contre Birmingham City et perd 1-0 à domicile.